# Zdeněk Michna
Zdeněk Michna (* 3. července 1941 Kostelec nad Orlicí) je bývalý český atlet, běžec na středních a dlouhých tratích, trenér a kondiční fotbalový trenér, který se usadil na Slovensku. Pracoval i jako dlouholetý sekretář krajského hokejového svazu.

## Fotbalová trenérská kariéra
V československé lize působil v sezóně 1978/79 jako kondiční trenér v Dukle Banská Bystrica.